# Nové Dvory (Žďár nad Sázavou-i járás)
Nové Dvory település Csehországban, a Žďár nad Sázavou-i járásban. Nové Dvory Přibyslav, Olešenka, Velká Losenice, Nížkov és Sázava településekkel határos. Lakosainak száma 325 fő (2024. január 1.).

## Népesség
A település lakosságának változását az alábbi diagram mutatja:
| Lakosok száma | 274  | 247  | 270  | 263  | 274  | 239  | 328  | 324  | 328  | 325  |
|               | 1869 | 1890 | 1921 | 1950 | 1980 | 2001 | 2017 | 2019 | 2022 | 2024 |